# Zoran Mušič

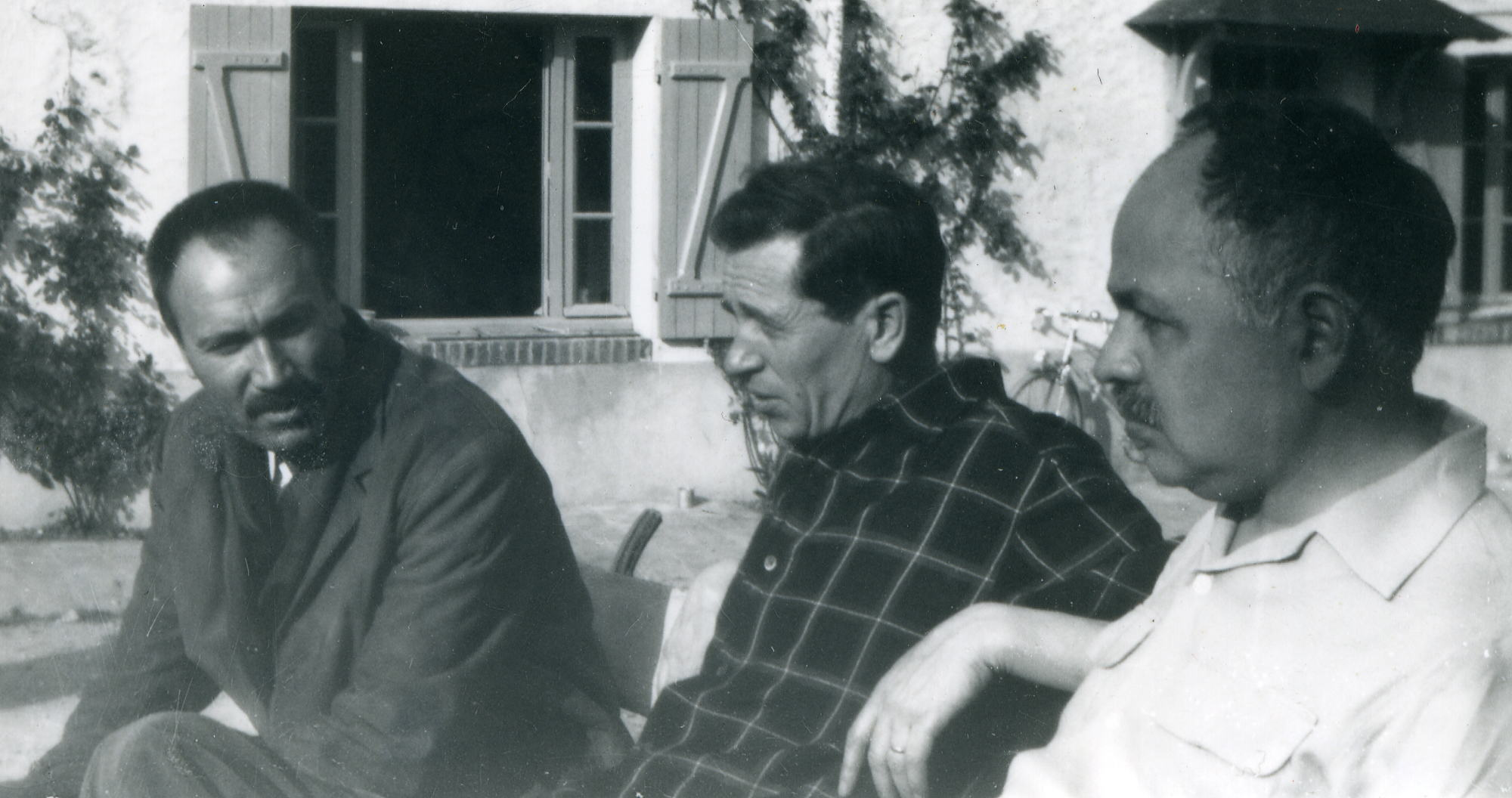
Da sinistra a destra: Mušič con i pittori Manessier e Eudaldo, agli inizi degli anni sessanta.

Anton Zoran Mušič (Boccavizza, 12 febbraio 1909 – Venezia, 25 maggio 2005) è stato un pittore e incisore sloveno, esponente della nuova Scuola di Parigi.

## Biografia
Mušič nacque in una famiglia di lingua slovena nel villaggio di Bukovica/Boccavizza presso Gorizia (allora parte della Contea di Gorizia e Gradisca), Austria, oggi Slovenia. Dopo aver terminato gli studi all'Accademia dell'Arte di Zagabria nel 1934, Mušič cominciò la sua carriera con lunghi viaggi (1935-1940), trascorrendo tre mesi a Madrid, poi ha visitato l'isola di Curzola; visse a Maribor e Lubiana prima di stabilirsi a Trieste e quindi a Venezia (ottobre 1943) dove sposa Ida Barbarigo Cadorin (settembre 1949) che considererà dopo la sua unica musa ispiratrice. Nel novembre 1944, durante la seconda guerra mondiale, fu deportato nel campo di concentramento di Dachau, dove riuscì a ritrarre segretamente la vita del campo in circostanze estremamente difficili e pericolose. Ventiquattro disegni di Mušič firmati e datati Dachau 1945, che testimoniano la vita e la morte nel campo di concentramento, sono stati recentemente rinvenuti dal prof. Franco Cecotti di Trieste negli archivi di ANPI, ANED, ANPPIA e dell'Istituto Regionale per la Storia del Movimento di Liberazione nel Friuli Venezia Giulia. Sono attualmente raccolti nel Museo Revoltella di Trieste e rappresentano la più cospicua serie di disegni di Mušič sul tema della deportazione.
Dopo la sua liberazione, avvenuta nel 1945, Mušič fece ritorno a Lubiana, da cui passò a Gorizia, in Istria (Pinguente) e a Venezia, dove vinse il premio Gualino alla Biennale del 1950. Nel 1951 gli fu assegnato, insieme al pittore italiano Antonio Corpora, il Premio Parigi, organizzato a Cortina d'Ampezzo dal Centro culturale italiano di Parigi su consiglio di Campigli e Severini.
Una nuova fase della sua pittura si evolse attorno alla rappresentazione dei paesaggi dalmati della sua gioventù. Successivamente, si concentrò soprattutto sull'ambiente circostante, ossia i paesaggi italiani. Fu stilisticamente influenzato dai mosaici e dalle icone bizantine a Venezia.
Negli anni cinquanta trascorse un certo periodo a lavorare a Parigi, studiando "l'astrazione lirica" francese, per fare poi ritorno al suo atelier veneziano. Nel 1956 e nel 1960 partecipò nuovamente alla Biennale. Dopo aver ricevuto numerosi riconoscimenti per il suo lavoro grafico, a partire dagli anni sessanta i motivi organici di Mušič divennero sempre più astratti e le sue composizioni abbandonarono i canoni della tridimensionalità.
Una nuova serie di opere, databili tra il 1970 e il 1976, intitolata Noi non siamo gli ultimi (in francese Nous ne sommes pas les derniers), nelle quali l'artista trasformò il terrore e l'inferno della prigionia nel campo di concentramento di Dachau in documenti di una tragedia universale, ebbe enorme successo e fu certamente la più acclamata dalla critica.
La produzione di Zoran Mušič è stata onorata in numerosissime esposizioni internazionali, e a tutt'oggi le sue apprezzatissime opere sono conservate nei più importanti musei del mondo, principalmente in Slovenia (anche mostre permanenti), Francia, Italia, Spagna, Germania e Stati Uniti.

Mušič è conosciuto anche con il soprannome de "il pittore dei cavallini", per via di un suo ricorrente soggetto, appunto i cavalli. 

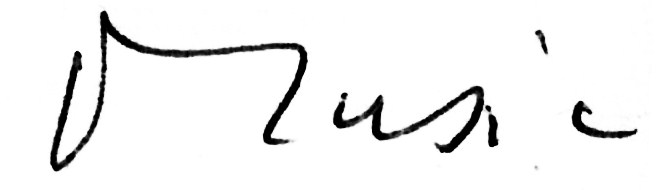
La firma dell'artista.

È morto a Venezia il 25 maggio 2005 ed è sepolto nel cimitero monumentale di San Michele (Recinto XVI destra, vt 4,  fila 36 B).

## Opere
- Disegni di Dachau, 1945, matita (inchiostro) su carta, Museo Revoltella, Trieste;
- Autoritratto, 1946, olio su tela, 41x30 cm, Galleria nazionale, Ljubljana
- Cavallino dalmata, 1951, tempera su carta incollata, 34,5x50 cm, collezione privata;
- Cavallini, 1951 olio su tela, 28x45,5 cm, collezione privata;
- Paysage brisé, 1960, guazzo su carta, 32,5x50,5 cm, collezione privata;
- Suite Byzantine, 1960, olio su tela, 81x100 cm, collezione privata;
- Nel paesaggio il vuoto, 1961, olio su tela, 65,5x81,5 cm, collezione privata;
- Paesaggio italiano, 1968, olio su tela, 22x32 cm, collezione privata;
- Noi non siamo gli ultimi, 1970, acrilico su tela, Moderna galerija, Ljubljana;
- Dolomiti, 1975, punta secca, 40x54 cm, collezione privata;
- Interno di cattedrale, acrilico su tela, 91x83 cm, collezione privata;
- Autoritratto, 1998, acrilico su tela, 81x54 cm, Galleria nazionale, Ljubljana

## Zoran Mušič nei musei
- Centro Georges Pompidou, Parigi, F
- Chiesa di San Giorgio, Gradno, Si
- Estorick Collection of Modern Italian Art, Londra, GB
- Civici Musei di Udine, Museo d'Arte Moderna e Contemporanea Casa Cavazzini, I
- Galleria d'arte moderna, Lubiana, Si
- Galleria d'arte moderna e contemporanea, Bergamo, I
- Galleria internazionale d'arte moderna, Venezia, I
- Galleria Kambič, Metlika, Si
- Galleria nazionale della Slovenia, Lubiana, SI
- Galleria Zoran Mušič, Castel Dobra , (Dobrovo), SI
- Galleria d'Arte, Maribor, SI
- Galleria Veno Pilon, Ajdovščina SI
- MAGI '900 - Museo delle eccellenze artistiche e storiche, Pieve di Cento, I
- Metropolitan Museum of Art, New York, US
- Museo d'arte moderna, Bologna, I
- Museo d'arte moderna Mario Rimoldi, Cortina d'Ampezzo, I
- Museo del Louvre, Parigi, F
- Museo Revoltella, Trieste, F
- Museum of Modern Art, New York, US
- Musei Vaticani, Città del Vaticano
- Quadreria Tono Zancanaro, Spilimbergo, I
- Tate Modern, Londra, GB